# Dito di Galileo

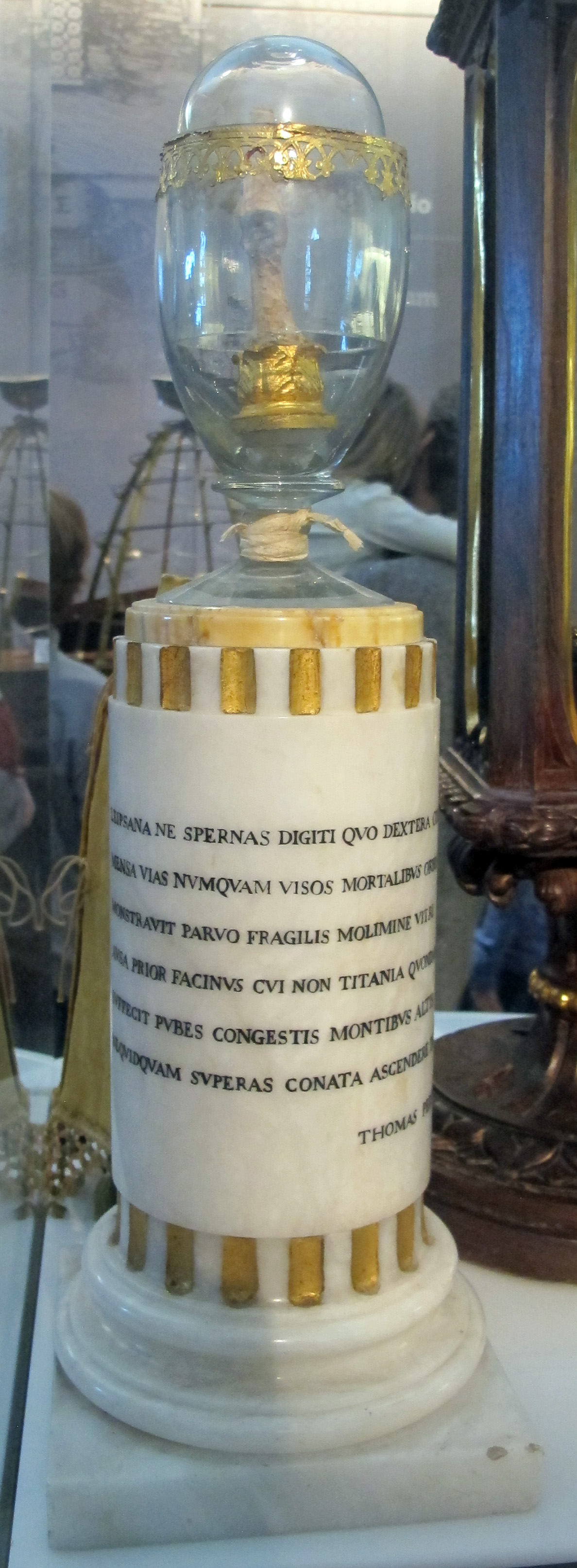
Il dito medio di Galileo al Museo Galileo di Firenze.

Il dito medio della mano destra di Galileo è conservato presso il Museo Galileo di Firenze.

## Descrizione
Questo reperto costituisce un esempio caratteristico della celebrazione di Galileo come eroe e martire della scienza. 
Il dito fu prelevato dai resti mortali di Galileo da Anton Francesco Gori il 12 marzo 1737, in occasione della traslazione della salma dello scienziato toscano dall'originaria sepoltura al sepolcro monumentale fatto erigere nella Basilica di Santa Croce, per iniziativa di Vincenzo Viviani, l'affezionato ultimo discepolo di Galileo. 
Il dito passò poi ad Angelo Maria Bandini e fu a lungo esposto nella Biblioteca Laurenziana. Nel 1841 il cimelio fu trasferito nella Tribuna di Galileo, nel Museo di Fisica e Storia Naturale. Nel 1927, insieme agli strumenti mediceo-lorenesi, il dito passò nel Museo di Storia della Scienza. Sulla base di marmo è scolpita un'iscrizione celebrativa di Tommaso Perelli.

## Iscrizione
La teca che contiene il dito è costituita da una base cilindrica di alabastro, sovrastata da una coppa di vetro con decorazioni dorate e coperchio. Sulla base sono incisi i seguenti versi di Tommaso Perelli (1704-1783):
(Giovanni Battista Clemente Nelli, Vita e commercio letterario di Galileo Galilei, Losanna 1793, p. 885.)

## Cultura di massa
Al reperto è dedicato il brano omonimo del rapper italiano Caparezza, all'interno del suo album Il sogno eretico (2011).